# كورنيل غلين
كورنيليوس غلين (بالإنجليزية: Cornelius Glen)‏ (مواليد 21 أكتوبر 1980 في بورت أوف سبين) لاعب كرة قدم ترينيدادي دولي يجيد اللعب في خط الهجوم. يلعب حاليا لصالح نادي سان خوسيه إيرثكويكز الأمريكي منذ 2009.

## روابط خارجية
- كورنيل غلين على موقع الدوري الأمريكي (الإنجليزية)
- كورنيل غلين على موقع قاعدة بيانات كرة القدم.إي يو (الإنجليزية)
- كورنيل غلين على موقع ناشيونال فوتبول تيمز (الإنجليزية)
- كورنيل غلين على موقع Soccerbase.com (لاعب) (الإنجليزية)
- كورنيل غلين على موقع Soccerway.com (الإنجليزية)
- كورنيل غلين على موقع كووورة